# Serpens Endocrania Symetrica
A serpens endocrania symetrica, também conhecida pelo acrónimo SES, teve a sua nomenclatura atribuída e características descritas por Hershkovitz e colaboradores num artigo publicado em 2002. Esta consiste numa lesão óssea na tábua endocraniana, na qual se dá uma disrupção da superfície com uma aparência labiríntica e padrão ramificado incomum, ligado à presença da artéria meníngea.
O processo decorrente da lesão está limitado à porção mais superficial do endocrânio, não existindo envolvimento do osso trabecular, nem do exocrânio, sendo resultado de deposição óssea.
A lesão encontra-se frequentemente associada a processos infeciosos no trato respiratório, embora ainda seja um tema a ser explorado.

## Parâmetros de análise
Segundo Herskovitz e colaboradores (2002) existem três parâmetros chave para a análise da lesão: localização no endocrânio; extensão, que poderá ser unifocal ou multifocal; possível seio venoso associado.

## Morfologia
A lesão localiza-se na área endocraniana e, em alguns casos, mais especificamente, segue a configuração e os limites do seio sagital superior, encontrando-se perto da sutura sagital, e do seio transverso dominante, identificando-se na região da sutura lambdóide.

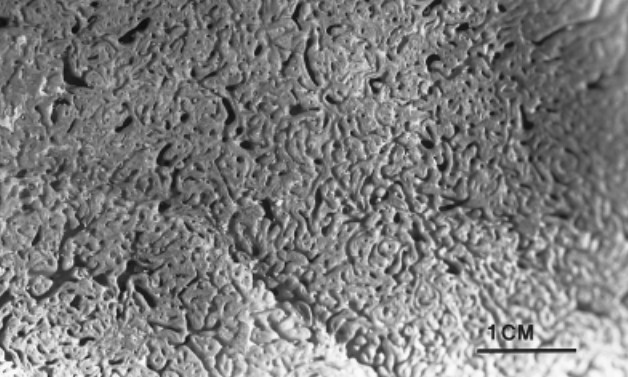
Ampliação da região parietal, mostrando canais ramificados escavados que produzem uma aparência labiríntica

As características da lesão podem ser verificadas, na sua maioria, macroscopicamente, sendo necessária a presença de vários traços, para ser considerada uma possível ocorrência:
- Descoloração da zona, uma vez que ocorre remodelação óssea;
- Dentro da própria lesão e/ou entre indivíduos existirem diversos tipos de textura;
- Uma aparência ramificada serpenteada demarcada, onde vários canais se conectam, formando, por vezes, canais mais fundos e extensos, sem nunca alcançar o osso trabecular;
- A lesão apresentar proporções superiores às multifocais, no caso das ocorrências singulares;
- Em alguns casos, áreas alargadas da lesão, resultantes da junção de pequenas lesões;
- Nas extremidades da lesão, a existência de pequenos mas numerosos fossos/porosidades;
- Os contornos da lesão, são por norma bem definidos, por isso proporcionam uma boa distinção entre a área afetada e as regiões adjacentes.

## Distribuição
Os ossos mais afetados são: osso frontal, ossos parietais e o osso occipital. Miller (2018) refere que as lesões endocranianas tendem a ocorrer com maior frequência no frontal e parietais, devido a possuírem uma maior quantidade de tecido esponjoso, tornando-os mais suscetíveis a infeções.

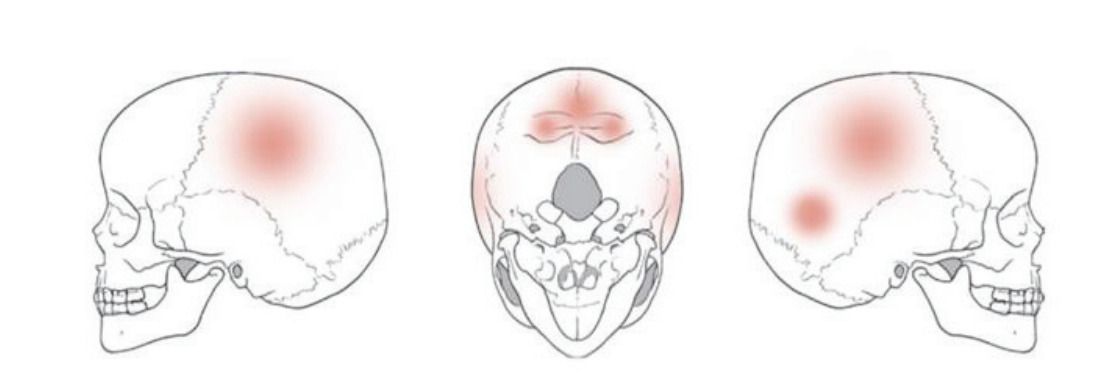
Localização anatômica das lesões detetadas no endocrânio, num esqueleto não adulto da Idade Média, encontrado na Igreja dell’Immacolata e di San Zenone em Tassullo, Itália

Hershkovitz e colaboradores (2002) dividiram as zonas afetadas por: calote craniana com exclusão dos seios venosos, seios venosos e calote craniana com inclusão dos seios venosos. Sendo a área da calote a região com maior prevalência. Face à distribuição, esta poderá ocorrer unilateralmente ou bilateralmente, enquanto o foco da lesão poderá ser unifocal ou multifocal. No estudo anteriormente referido, a lesão mostrou ser bilateral em 90,9% (29/32) e multifocal em 82,6% (26/32) dos indivíduos.
É possível observar na Fig.3, um exemplo de distribuição de um possível caso de SES, referente a um indivíduo não-adulto da Idade Média, encontrado na Igreja dell’Immacolata. A lesão manifesta-se bilateralmente, estando presente em ambos os parietais, e multifocalmente, apresenta vários focos de lesão nos parietais e no occipital.

## Etiologia
A ausência de uma saliência delimitada na região afetada sugere a textura labiríntica como indicador de anomalia vascular, que consiste em alterações nas artérias anastomóticas, que atravessam superficialmente a dura-máter. O padrão curvo deste tipo de vasos sanguíneos, quando associado a uma inflamação na dura-máter por meio infecioso, faz aumentar o fluxo sanguíneo, que se traduz num aumento da pressão lateral e diminuição a jusante. Sendo por esse motivo que estas artérias são muitas vezes encontradas em locais onde existem grandes exigências metabólicas de caráter temporário, como por exemplo, regiões em contacto com processos inflamatórios.
Hershkovitz e colaboradores (2002) sugeriram que a lesão era característica de infeção intratorácica da tuberculose, porém alguns autores  indicam que, além de lesões cranianas, é essencial procurar por mais sinais esqueléticos para garantir um diagnóstico diferencial mais preciso, como por exemplo, osteopenia ou paralisia, que podem indicar que o indivíduo sofreu uma infeção crónica.
Geralmente, a SES é encontrada com maior frequência em indivíduos não-adultos, provavelmente por apresentarem a dura-máter menos aderida ao crânio, o que proporciona uma maior contração de infeções do aparelho respiratório, como por exemplo, na nasofaringe e pulmões, em relação aos adultos. E é de referir que, os sulcos vasculares no endocrânio tornam-se mais profundos com a idade.

## Doenças possivelmente associadas
A lesão serpens endocrania symetrica poderá estar associada a vários grupos de patologias, nomeadamente infecciosas, traumáticas, metabólicas e neoplásicas. No entanto, é mais comumente associada às patologias traumáticas e infeciosas. Vários investigadores sugeriram, que as doenças respiratórias, como a tuberculose ou a meningite tuberculosa, eram a causa mais provável da SES, devido às áreas cranianas afetadas serem um forte indicador que a lesão é característica da tuberculose, por conterem uma maior quantidade de osso esponjoso, favorecendo uma infeção pela Mycobacterium tuberculosis.Enquanto outros indicam que essa é uma decisão prematura e que as provas são exíguas. Surge deste modo, a hipótese da SES, se encontrar relacionada a infeções na zona intratorácica, sem recair necessariamente no possível diagnóstico da tuberculose.
Abbeg e colaboradores (2020) analisaram 4 crianças com possível SES presente nos ossos parietais e occipital. Depois de questionada a origem da lesão, foi ponderada a possível associação a uma patologia traumática, no entanto a pouca severidade dos ferimentos e as semelhanças entre as lesões associadas à tuberculose e a SES, levaram a que se considerasse uma associação às patologias infeciosas.

## Lesões possivelmente associadas
Uma das mudanças que poderá estar associada a esta lesão é a osteoartropatia hipertrófica, uma vez que foi observada em 68% dos indivíduos com SES e diagnóstico de tuberculose, na análise efetuada por Hershkovitz e colaboradores (2002).
Essa associação, deve-se ao facto de ambas se manifestarem em áreas ósseas próximas a grandes vasos sanguíneos, onde ocorre formação de osso ao redor destes. A formação de osso novo, por sua vez, é precedida por um crescimento intensivo de tecido conjuntivo vascular na grande maioria das regiões afetadas, pelo menos no que diz respeito à osteoartropatia hipertrófica pulmonar. Porém, o que desencadeia o processo da SES em si ainda não é conhecido.

## Outras lesões que afetam a tábua endocraniana
Além da serpens endocrania symetrica, são encontradas mais lesões na tábua endocraniana, tais como:
- Hiperplasia da medula óssea como consequência de distúrbios hematológicos como a anemia;
- Remodelação óssea significativa, indicador de doença de Paget ou acromegalia;
- Disrupção da superfície com preservação ectocraniana e do espaço diploico, por hiperostose porótica ou hiperplasia medular;

- Existência de placas ósseas soltas e desorganizadas, sem estrutura labiríntica, causadas por hematomas subdurais.